# Brott i Paradiset
Brott i Paradiset är en svensk film från 1959, baserad på Folke Mellvigs manus Mord undanbedes. I huvudrollerna ses Harriet Andersson, Gunnar Björnstrand, Karl-Arne Holmsten och Gerd Hagman.

## Handling
Fyra män dödar en nattvakt när de spränger ett kassaskåp. Männen lyckas komma undan, men efter tio år börjar det hända saker.

## Om filmen
Filmen spelades in mellan den 16 januari och den 9 april 1959 i Filmstadens ateljéer. Exteriörerna är tagna i Stockholm. Filmen, som är tillåten från 15 år, hade premiär den 7 september 1959 på biograferna Cosmorama i Göteborg, Röda Kvarn i Stockholm och Fontänen i Vällingby. Den har även visats vid ett flertal tillfällen som matiné på SVT, bland annat i oktober 2018.

## Rollista
- Harriet Andersson – Eva Malmborg
- Gunnar Björnstrand – Adam Palmquist, kallad A.P., kriminalreporter
- Karl-Arne Holmsten – Einar Hansson, ingenjör
- Gerd Hagman – Vivi Karlén, innehavare av restaurang Paradiset
- Bengt Eklund – Tage Skoglund, pianist, Vivis fästman
- Torsten Lilliecrona – Torsten Lindgren, innehavare av skönhetssalongen Salong Chic
- Sven-Eric Gamble – Harry Lindgren, innehavare av Tallskogens tvättinrättning
- Helge Hagerman – Gunnar Berg, vaktmästare på Mörkö observatorium
- Hugo Björne – Arnold Jörner, chefredaktör på Stockholms-Nyheterna
- Inga Gill – expediten i tobaksaffären
- Birgitta Andersson – cigarettflickan
- Elsa Ebbesen-Thornblad – fru Hansson, Einars mor
- Bengt Blomgren – kriminalkommissarie Nystedt

### Ej krediterade
- Ragnar Klange – direktör Wallmark på ÅWE-bolaget
- Herbert Wellander – Monsieur Pierre, mannen med mörka glasögon på Salong Chic
- Birgit Aronsson – receptionisten på Salong Chic
- Ludde Juberg – vaktmästare på Stockholms-Nyheterna
- Axel Bjelvén – nattvakten, Einar Hanssons styvfar
- Greta Berthels – fru Johansson, portvakt
- Hans-Erik Holm – Boström, kriminalpolis
- Sten Ardenstam – kriminalpolis
- Karl Erik Flens – kriminalpolis
- Bengt Lindström – kriminalpolis
- Sonja Kolthoff – rödakorssyster
- Mona Andersson – servitris på Paradiset
- Maud Hyttenberg – servitris på Paradiset
- Carin Lundquist – spritkassörska på Paradiset
- Marrit Ohlsson – kallskänka på Paradiset
- Mille Schmidt – kock på Paradiset
- Göthe Grefbo – rockvaktmästare på Paradiset
- Sven-Axel "Akke" Carlsson – blomsterbudet
- Bengt von Strauss – journalist
- Verner Edberg – pressfotograf
- Ellika Mann – dam på Salong Chic som får ansiktsbehandling
- Jessie Flaws – dam på Salong Chic som får ansiktsbehandling
- Karl Jonsson – äldre restauranggäst
- Waldemar Thulin – restauranggäst
- Claes Esphagen – restauranggäst
- John Starck – äldre restauranggäst
- Sioma Zubicky – xylofonist på Paradiset
- Wiveka Alexandersson – äldre dam på Salong Chic som får manikyr

### Bortklippta i den slutliga filmen
- Svea Holst – städerska
- Mary Esphagen – städerska

## Musik i filmen
- Summer Affair, musik Patrick Beaver, instrumental
- Can-can, ur Orfeus i underjorden, musik Jacques Offenbach, instrumentalist: Sioma Zubicky (xylofon)
- Kovan kommer, kovan går, text Emil Norlander, instrumentalist: Sioma Zubicky (xylofon)
- Lätta kavalleriet, musik Franz von Suppé, instrumental
- Kozak po Dunaem, instrumental

## DVD
Filmen gavs ut på DVD 2016.